# Johannes Rübsahmen
Johannes Rübsahmen (* 10. September 1830 in Koblenz; † 4. November 1873 in Düsseldorf) war ein deutscher Jurist und Politiker des Zentrums.

## Leben

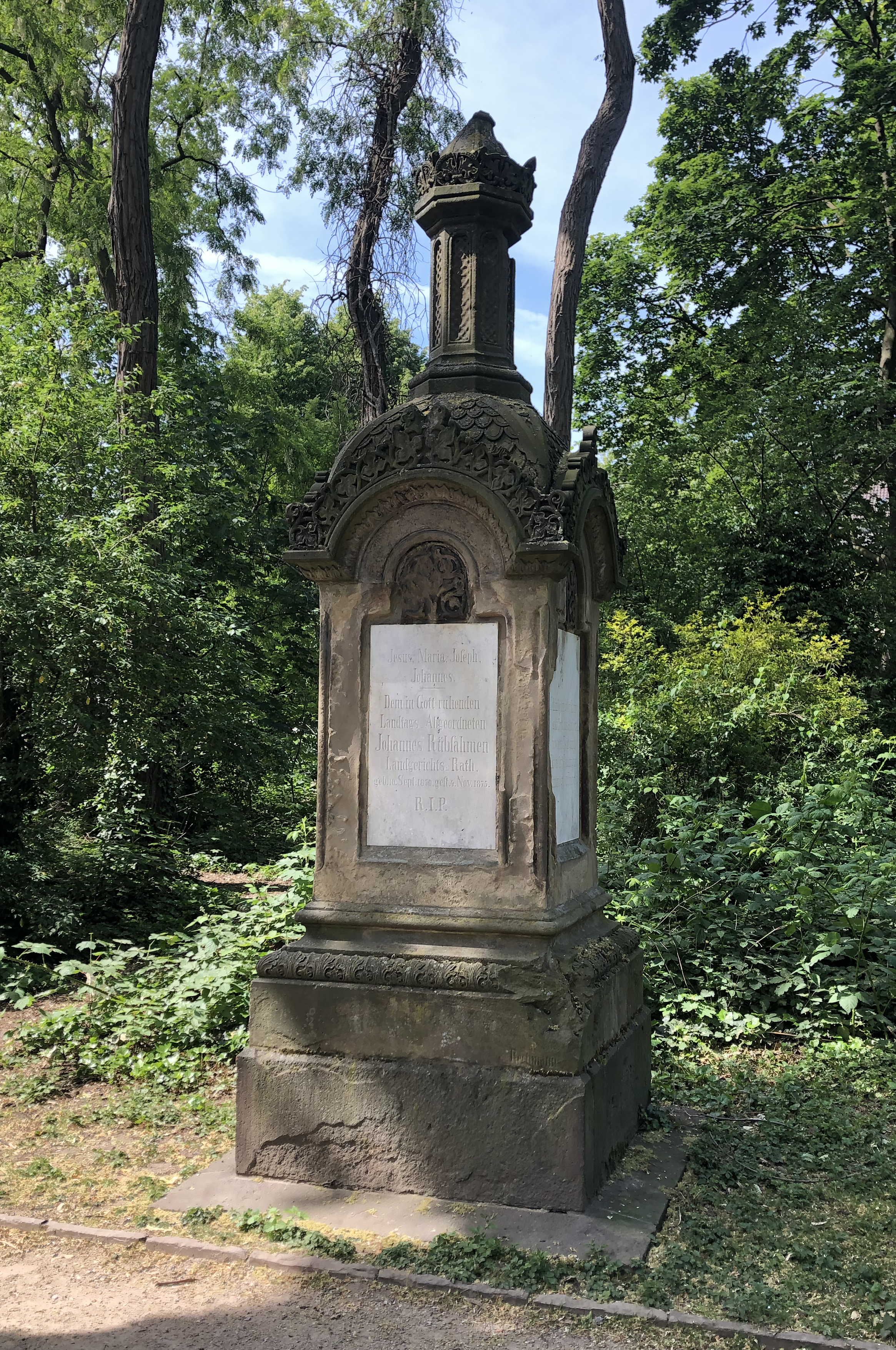
Grabdenkmal für Johannes Rübsahmen auf dem Golzheimer Friedhof, errichtet 1875 nach einem Entwurf von Andreas Müller, ausgeführt von Bildhauer Clemens Rechmann (≈1850–1884)

Johannes Rübsahmen wurde nach einem Studium der Jurisprudenz im Jahr 1857 Assessor am Landgericht Bonn. Er arbeitete dann als Friedensrichter zu Eckenhagen und Jülich, ehe er im Jahr 1867 an das Landgericht Düsseldorf berufen und dort zum Landgerichtsrat ernannt wurde.
Rübsahmen gehörte zur Zentrumspartei, deren Düsseldorfer Kreiskomitee ihn neben dem Rechtsanwalt Gustav Biesenbach am 2. November 1873 einstimmig für die Wahl zum Abgeordneten des Stadt- und Landkreises Düsseldorf im Preußischen Abgeordnetenhauses nominierte. Bei der Wahl in der Düsseldorfer Tonhalle konnten sich beide Zentrumskandidaten am Vormittag des 4. November 1873 mit absoluter Mehrheit gegen liberale Kandidaten durchsetzen. Rübsahmen hatte die Wahl angenommen und ein Telegramm an Kaiser Wilhelm I. war bereits abgesetzt worden, als er am Nachmittag desselben Tages nach einem gemeinsamen Mittagessen mit Parteifreunden und anfänglichem Unwohlsein im Kreise seiner Familie einem Schlaganfall erlag. Der 43-Jährige hinterließ seine Gattin Elise, geborene Schüller, mit fünf Kindern.